# Ганс Зігенталер
Ганс Зігенталер (нім. Hans Siegenthaler, нар. 5 лютого 1923) — швейцарський футболіст, що грав на позиції нападника за клуб «Янг Фелловз», а також національну збірну Швейцарії.

## Клубна кар'єра
У футболі відомий виступами за команду «Янг Феллоуз», кольори якої і захищав протягом усієї своєї кар'єри гравця. 
У сезоні 1948—1949 забив 18 голів, ставши третім бомбардиром чемпіонату. 

## Виступи за збірну
11 червня 1950 року дебютував в офіційних матчах у складі національної збірної Швейцарії. Протягом кар'єри у національній команді провів у її формі 1 товариський матч проти збірної Югославії (0-4) в Берні.
Був присутній в заявці збірної на чемпіонаті світу 1950 року у Бразилії, але на поле не виходив. На турнірі був резервним гравцем, тому не зіграв жодного матчу - його команда зайняла тільки третє місце і не змогла вийти до фінальної частини чемпіонату.